# KUKA
KUKA è un produttore tedesco (proprietà del gruppo cinese Midea) a livello mondiale di robot industriali e soluzioni per l'automazione industriale. La società KUKA Robotics ha 25 filiali in tutto il mondo, tra cui: Stati Uniti, Canada, Messico, Brasile, Cina, Giappone, Corea, Taiwan, India e la maggior parte degli stati europei. Il nome KUKA, è un acronimo per Keller und Knappich Augsburg ed è, allo stesso tempo, il marchio registrato che si trova sui robot industriali e altri prodotti realizzati da KUKA.

## Storia

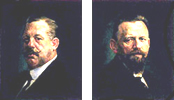
Josef Keller e Jacob Knappich

La società è stata fondata nel 1898 ad Augusta, Germania, da Johann Josef Keller e Jacob Knappich. Inizialmente l'azienda si focalizzava su luci stradali e domestiche ma ben presto KUKA cominciò a concentrarsi su altri prodotti (macchinari e soluzioni di saldatura; grandi container) diventando nel 1966 il leader di mercato europeo di veicoli comunali. Nel 1973 KUKA inventò il primo robot industriale al mondo, FAMULUS. A quel tempo la compagnia apparteneva al gruppo Quandt. Tuttavia nel 1980 la famiglia Quandt si ritirò e fu istituita una società per azioni. Nel 1995 l'azienda si divise fra KUKA Robotics Corporation e KUKA Schweißanlagen GmbH (oggi KUKA Systems GmbH). Oggi, KUKA si concentra su soluzioni all`avanguardia per l'automazione dei processi manifatturieri industriali. L'azienda appartiene alla quotata in borsa KUKA AG (precedentemente IWKA Group).
Il 30 dicembre 2016 il gruppo cinese Midea Group annuncia l’acquisizione di KUKA AG.

## Cronologia

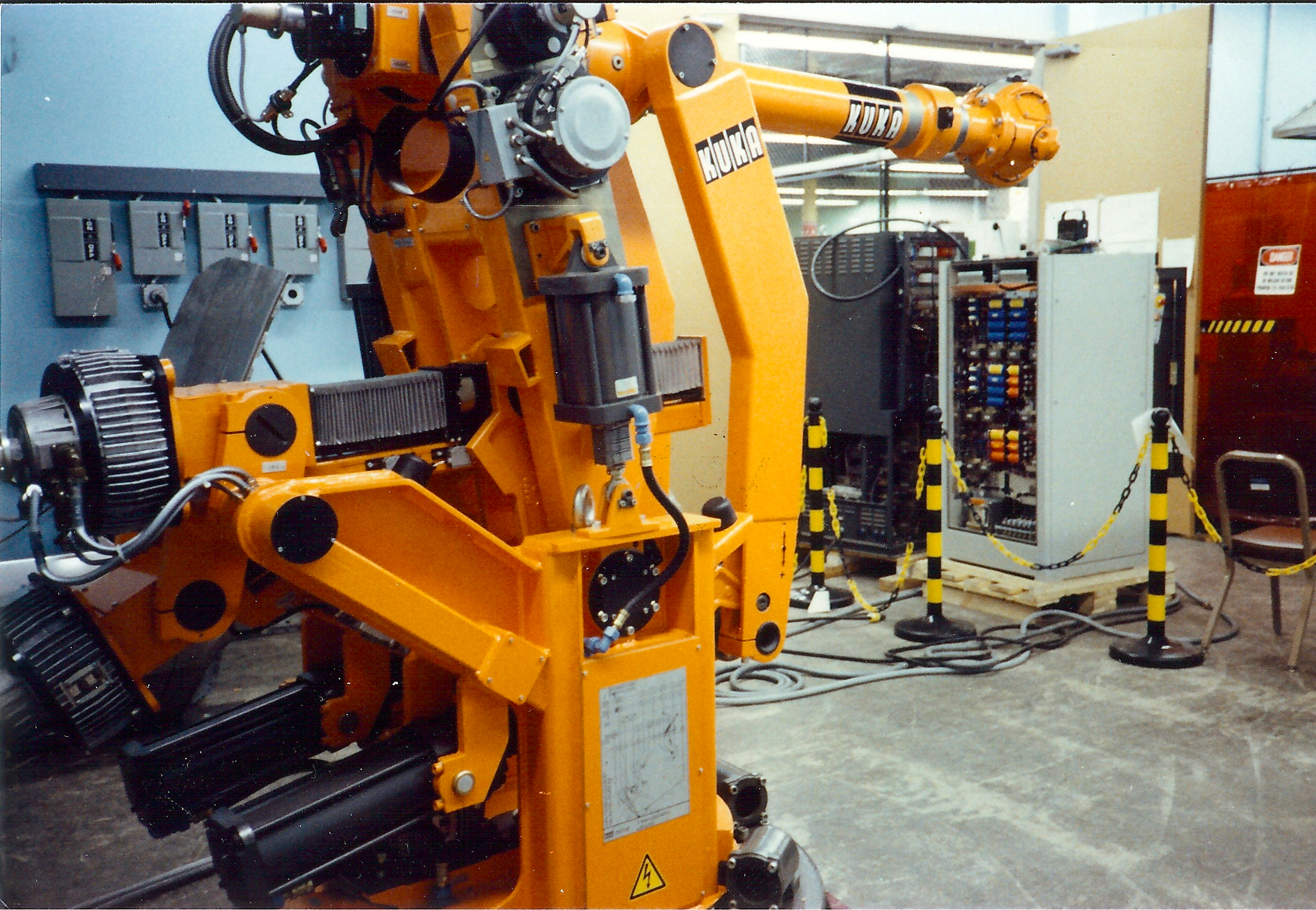
Robot industriale KUKA

- 1971 – Prima linea di trasferimento di saldatura europea costruita per Daimler-Benz.
- 1973 – KUKA costruisce FAMULUS, il primo robot industriale al mondo con sei assi comandati in modo elettromeccanico.
- 1976 – IR 6/60 – Un tipo di robot completamente nuovo con sei assi comandati elettromeccanicamente e un polso controbilanciato.
- 1989 – Viene sviluppata una nuova generazione di robot industriali  – motori di trazione senza spazzole con una minor manutenzione e una maggior disponibilità tecnica.
- 2007 – KUKA “Titan” – Attualmente il più grande e più forte robot con sei assi. Entra a far parte del libro dei Guinness dei primati[4].
- 2010 – Come unico robot della famiglia, la serie KR QUANTEC copre completamente i carichi di lavoro da 90 kg fino a 300 kg con, per la prima volta, una portata fino a 3100 mm.
- 2012 – Viene lanciata a nuova serie KR AGILUS.
- 2014 - Lancio del nuovo modello Lbr iiwa che consente le prime applicazioni di collaborazione uomo-robot.
- 2014 - Lancio della serie Fortec.

## Dati aziendali
La sede centrale si trova ad Augusta, Germania. KUKA impiega più di 3150 dipendenti (30/09/2012). I clienti dell'azienda si trovano soprattutto nel settore dell'automazione industriale, ma sono in aumento anche clienti in altri settori (industria generale).
Fatturato consolidato (KUKA AG):
- 1.286 Mln. Euro (2007)
- 1.266 Mln. Euro (2008)
- 902 Mln. Euro (2009)
- 1.078 Mln. Euro (2010)
- 1.435 Mln. Euro (2011)
- 1.739 Mln. Euro (2012)
- 1.775 Mln. Euro (2013)
- 2.096 Mln. Euro (2014)

## Robot KUKA nella cultura di massa

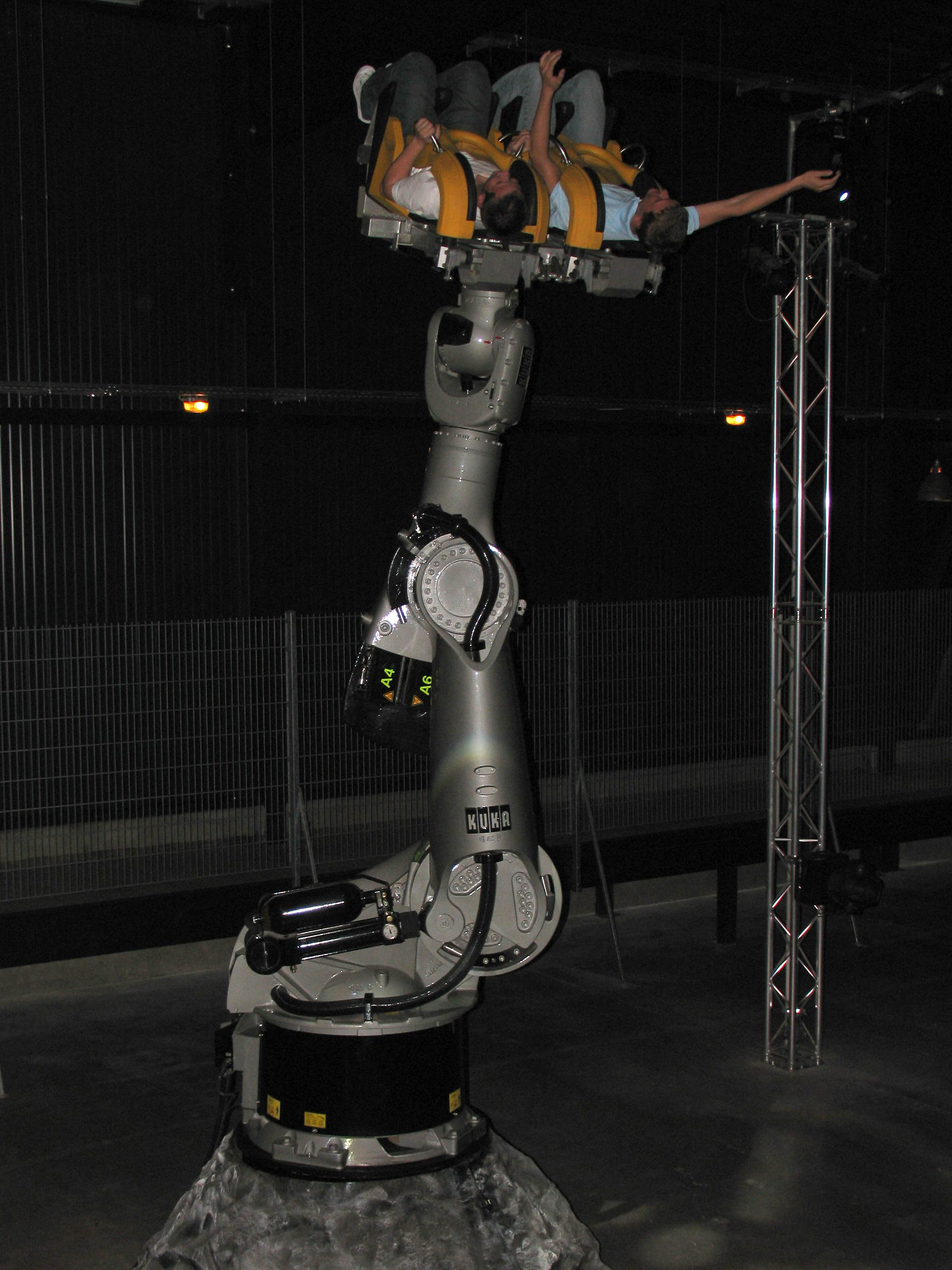
Il Robocoaster di KUKA è una giostra di divertimento basata sulle tecnologie di robot industriali.

Robot KUKA hanno fatto apparizione in diverse pellicole di Hollywood. Nel film di James Bond La morte può attendere, in una scena raffigurante un palazzo di ghiaccio in Islanda, l'agente NSA Jinx (Halle Berry) viene minacciato da robot che praticano la saldatura laser. Nel film diretto da Ron Howard Il codice da Vinci, un robot KUKA consegna al personaggio Robert Langdon, interpretato da Tom Hanks, un contenitore contenente un messaggio criptato. Nel 2001 KUKA ha sviluppato Robcoaster, il primo robot industriale al mondo in grado di portare un passeggero. Dei sedili di montagne russe vengono attaccati al braccio robotico che compie una sequenza di movimenti, simili alle montagne russe, tramite una serie di manovre programmabili. Vi è inoltre la possibilità che i passeggeri possano loro stessi programmare i movimenti. Nel 2007 KUKA ha introdotto un simulatore basato sul Robocoaster. Dal 2010 il parco divertimenti della Universal, Isole di avventure, in Orlando, Florida utilizza la tecnologia del braccio robotico di KUKA in una sua attrazione, "Harry Potter e il viaggio proibito". I sedili sono montati su dei bracci robotici che sono a loro volta montati su un binario. Questo permette ai bracci di muoversi lungo l'attrazione mentre eseguono i loro movimenti in sincronia con i diversi elementi della corsa (oggetti di scena animati, superfici proiettate, ecc.).